# Экенес (замок, Швеция)
Экенес (швед. Ekenäs slott) — замок в округе Эртомта, в муниципалитете Линчёпинг, в лене Эстергётланд, Швеция. Замок расположен на скале у самого северного берега озера. Ежегодно здесь проходят рыцарские турниры и устраивается рождественская ярмарка. Сегодня замок Экенас является частным музеем. По своему типу относится к замкам на вершине.

## История

### Ранний период
В Средние века земли вокруг замка Экенес принадлежали семье Натт-о-Дагг.
В 1562 году земли перешли в собственность семьи Стуре. Граф Сванте Стенссон Стуре Младший построил на месте нынешнего замка усадебный дом. Во второй половине XVI века Густав Алекссон Банер, отец шведского фельдмаршала Юхана Густавссона Банера, перестроил дом и превратил его в замок.

### XVI—XVIII века
Между 1630 и 1640 годами королевский советник Педер Банер (1588—1644) провёл реконструкцию замка в стиле ренессанс. После смерти Педера его сын, Клас Банер, продолжил работу. Замок оставался во владении семьи Банеров до 1683 года. Карл XI в это время начал возвращать в королевское владение земли, которые, как он считал, были получены дворянами без должных оснований. В итоге Густав Банер передал замок Исаку Бреанту. Сын Исака Бреанта продал замок в 1687 году графу Маурицу Веллингку (1651—1727). Дочь последнего, Ульрика Кристина, вышла замуж за генерал-лейтенанта барона Йохана Маурица Банера. Таким образом, замок вернулся во владение семьи Банеров.

### XIX—XX века
Банеры владели замком до 1879 года. Барон Йохан Густав Эскиль Банер продал его графу Филиппу Отто Леонарду Клингспору. Граф более 20 лет прожил в замке со своей женой Идой Марией.
До 1934 года замок оставался жилым. Последней, кто непосредственно проживал здесь, была Матильда Клингспор (1882—1965).
Несколько десятилетий замок оставался в запустении и приходил в упадок.
В конце XX века новый владелец замка Экенес Вильгельм Бергенгрен начал приводить здание в порядок. Он провёл реконструкцию, отреставрировал помещения и привёз аутентичную мебель.
Сегодня в замке, в летние месяцы, проводятся регулярные экскурсии, показательные рыцарские турниры и фестивали средневековой культуры.

## Легенды о призраках
Замок Экенес очень популярен среди любителей легенд о призраках и привидениях.
Рассказывают, что граф Мауриц Веллингк должен был избавиться от секретных документов. Мальчика по имени Нисс, который ему помог в этом деле, он решил заживо замуровать в одной подвальной комнате, и тем самым сохранить всё в тайне. С той поры призрак Нисса бродит по замку и просит вскрыть замурованную комнату. Но если это сделать, несчастье может настигнуть современных владельцев...
На почётном месте внутри центра замка находится большой портрет так называемой Хеннсагумман, которая, как говорят, спасла замок от вражеского нападения. Считается, что её дух и сегодня продолжает бдительно следить за каждым, кто входит в Экенес.
Говорят, что привидение графини Марии Клингспор ежегодно посещает замок 2 мая. Очевидцы уверяют, что видели, как она поднималась из могилы на кладбище и шла к замку. Для неё сотрудники замка должны всегда готовить пирожные и оставлять в одной из комнат.

## Галерея
- Вид замка со стороны парка
- Одна из комнат замка
- Каменный мост, ведущий к воротам замка
- Башня и крыша замка